# توماس چارلتون
توماس چارلتون (انگلیسی: Thomas Charlton؛ زادهٔ ۱۲ ژوئیه ۱۹۳۴) قایقران روئینگ اهل ایالات متحده آمریکا بود.
وی در مسابقات کشوری و بین‌المللی در مجموع برندهٔ ۱ مدال طلا شده‌است.